# Petrovaaran luontokokonaisuus
Petrovaaran luontokokonaisuus este o arie protejată (arie specială de conservare — SAC, sit de importanță comunitară — SCI) din Finlanda întinsă pe o suprafață de 75 ha, integral pe uscat.

## Localizare
Centrul sitului Petrovaaran luontokokonaisuus este situat la coordonatele 63°09′46″N 28°59′02″E / 63.1628°N 28.9839°E.

## Înființare
Situl Petrovaaran luontokokonaisuus a fost declarat sit de importanță comunitară în august 1998 pentru a proteja 1 specie de plante. Situl a fost protejat și ca arie specială de conservare în aprilie 2015.

## Biodiversitate
Situată în ecoregiunea boreală, aria protejată conține 8 habitate naturale: Lacuri și iazuri distrofice naturale, Cursuri de apă de la nivel de câmpie la nivel montan, cu vegetație Ranunculion fluitantis și Callitricho-Batrachion, Mlaștini turboase de tranziție și turbării mișcătoare, Izvoare petrifiante cu formare de travertin (Cratoneurion), Mlaștini alcaline, Pante stâncoase calcaroase cu vegetație casmofită, Păduri fino-scandinave bogate în ierburi cu Picea abies, Mlaștini împădurite.
La baza desemnării sitului se află o specie protejată de  plante: Plagiomnium drummondii.
Pe lângă speciile protejate, pe teritoriul sitului au mai fost identificate 3 specii de plante.